# Werner Meyer
Werner "Kress" Meyer (30 de maio de 1914 - 10 de setembro de 1985) foi um handebolista de campo suíço, medalhista olímpico.
Fez parte do elenco do bronze olímpico de handebol de campo nas Olimpíadas de Berlim de 1936.